# Ulhówek
Ulhówek is een dorp in het Poolse woiwodschap Lublin, in het district Tomaszowski (Lublin). De plaats maakt deel uit van de gemeente Ulhówek en telt 500 inwoners.

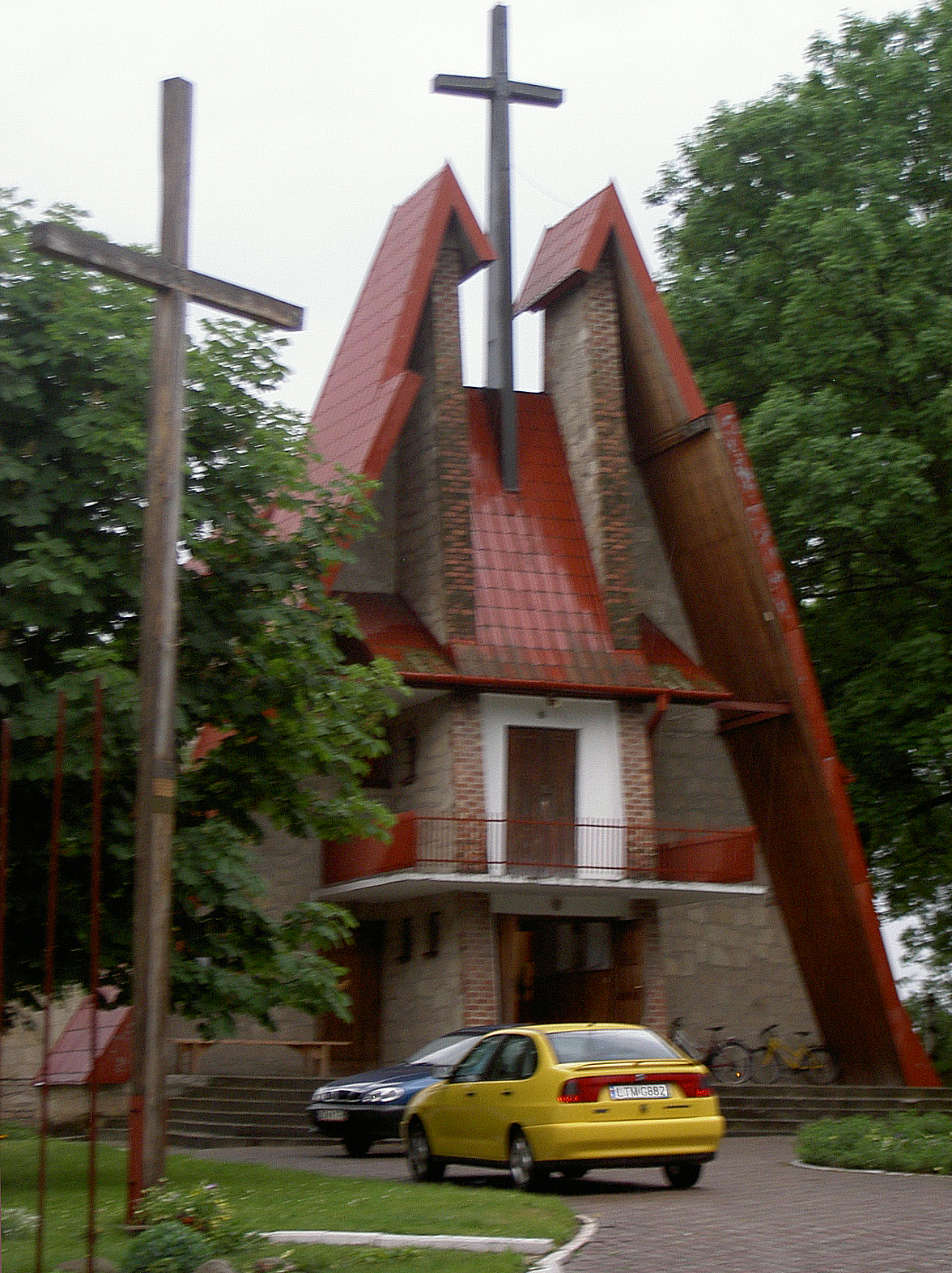
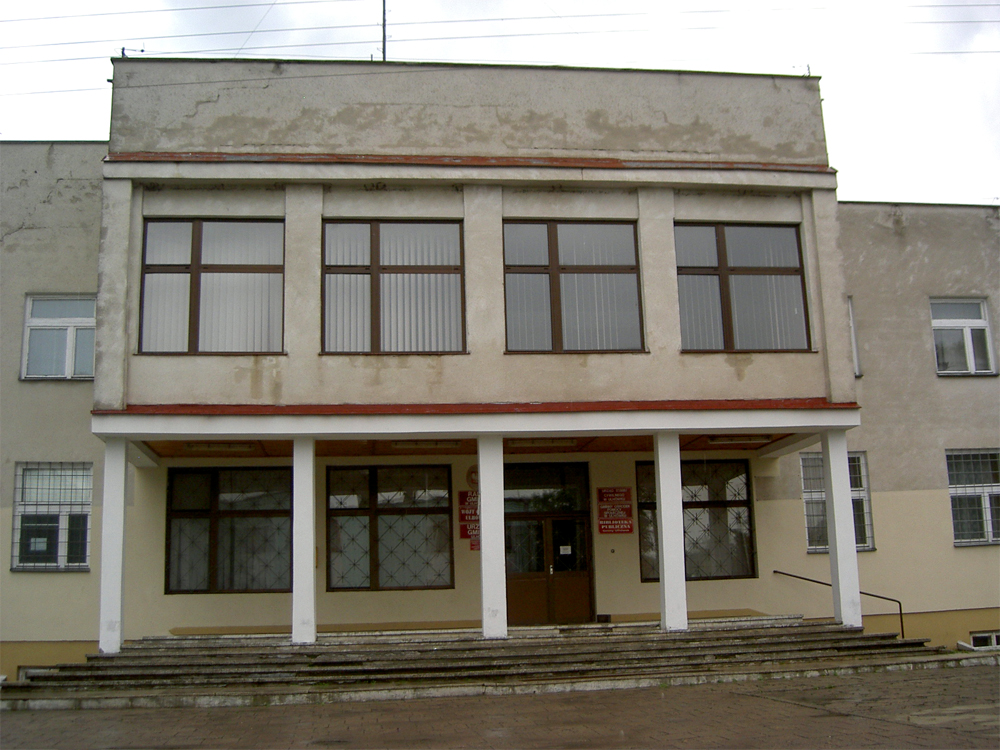